# Nicola Renzi

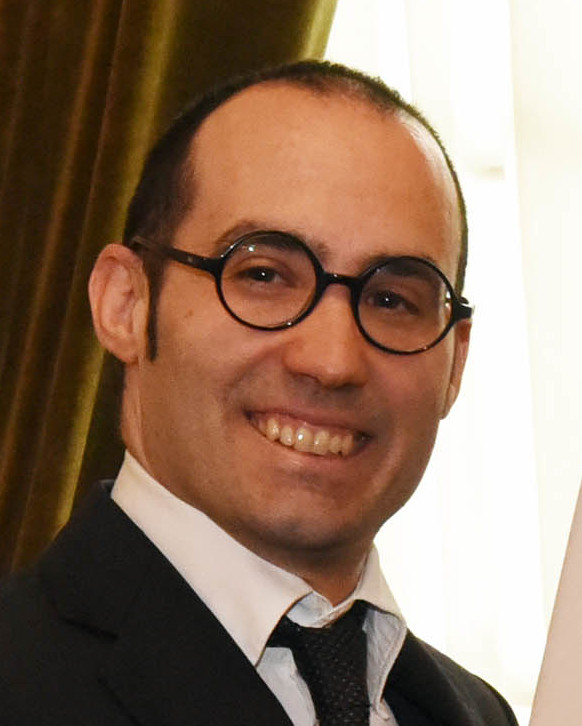
Nicola Renzi, 2018

Nicola Renzi (* 18. Juli 1979 in San Marino) ist ein Politiker aus San Marino. Gemeinsam mit Lorella Stefanelli wurde er für die Periode vom 1. Oktober 2015 bis 1. April 2016 zum Capitano Reggente, dem Staatsoberhaupt von San Marino, gewählt. Seit Dezember 2016 ist er Außen- und Justizminister von San Marino.
Renzi schloss 2004 sein Studium an der Universität Bologna mit einer Arbeit über die römische Geschichte ab. Anschließend spezialisierte er sich in Archäologie. Er wurde 2013 von der Universität von San Marino mit einer Arbeit über Seneca in Geschichtswissenschaft promoviert. Seit 2003 unterrichtet Renzi Latein und Griechisch am Gymnasium in San Marino.
Renzi ist Mitglied der Alleanza Popolare (AP). Er wurde 2008 Herausgeber von Il Cantiere, der Zeitung der AP-Parteijugend. 2011 wurde er zum Pressesprecher der AP und 2013 als Nachfolger von Stefano Palmieri zum Coordinatore der AP gewählt.
Renzi erreichte bei der Parlamentswahl 2012 den fünften Platz auf der Liste der Alleanza Popolare, die vier Mandate errang, rückte jedoch für den Minister Matteo Fiorini nach, dessen Abgeordnetenmandat während seiner Kabinettszugehörigkeit ruht. Er ist Mitglied im Gesundheitsausschuss und vertrat Valeria Ciavatta 2014 während ihrer Amtszeit als Capitano Reggente im Justizausschuss. Er rückte im Mai 2014 für Antonella Mularoni als Mitglied der san-marinesischen Gruppe in der Interparlamentarischen Union nach. Nach dem Rücktritt von Antonella Mularoni im August 2016, nahm diese wieder ihren Sitz im Parlament ein und Nicola Renzi schied aus dem Consiglio Grande e Generale aus.
Vor den Neuwahlen im November 2016 schloss sich Renzis Partei die AP mit der Unione per la Repubblica (UpR) zu Repubblica Futura (RF) zusammen. RF trat gemeinsam mit Civico 10 und der neugegründeten Unione per la Repubblica (SSD) als Koalition adesso.sm an. In der Stichwahl am 4. Dezember 2016 erhielt adesso.sm die absolute Mehrheit der Sitze., Nicola Renzi errang Platz eins auf der Liste der RF und zog erneut ins Parlament ein. Am 27. Dezember 2016 wurde das neue Kabinett vom Consiglio Grande e Generale gewählt, Nicola Renzi wurde Außen- und Justizminister (Segretario di Stato agli Affari Esteri, Affari Politici e Giustizia).
Renzi ist verheiratet, hat einen Sohn und wohnt in Borgo Maggiore.